# Hôtel Christopher
Pour les articles homonymes, voir Christopher (homonymie).
L'hôtel Christopher était l'un des plus luxueux hôtels d'Haïti jusqu'à sa destruction par le tremblement de terre d'Haïti de 2010. Situé à Port-au-Prince, il servait de quartier général pour la Mission des Nations unies pour la stabilisation en Haïti (MINUSTAH).
L'hôtel Christopher était un hôtel moderne comprenant moins d'une centaine de chambres et en cours de rénovation. Il était occupé depuis quelques années par les forces de la Mission des Nations unies pour Haïti, qui en avait fait son quartier général.
Lors du tremblement de terre de janvier 2010, l'hôtel s'est en partie effondré. Les survivants se trouvaient dans l'aile qui résista au séisme. Les victimes furent dégagées des décombres et parmi elles, Hédi Annabi, le représentant spécial du secrétaire général des Nations unies dans le cadre de la MINUSTAH.
Le secrétaire général de l'ONU, Ban Ki-moon, s'est rendu sur les ruines de l'hôtel Christopher quelques jours après le tremblement de terre.